# Allodemus centromaculatus
Allodemus centromaculatus là một loài bọ cánh cứng trong họ Cerambycidae.